# Recchia sessiliflora
Recchia sessiliflora, vrsta 6 do 10 , visokog listopadnog drveta iz porodice Surianaceae koje je pozhnato samo iz svog tipskog lokaliteta u Meksiku, iz depresije Balsas u državi Guerrero u tropskim suhim šumama.
R. sessiliflora je nova vrsta opisana i ilustrirana tek 2014. godine. Ova nova vrsta slična je Recchia connaroides (Loes. & Soler) Standl., razlikuje se od potonje po tome što ima manje, eliptične do suborbikularne listiće koji se povećavaju prema vrhu lista, rahis koji je jasno okriljen, šiljasti cvat a cvjetovi s oblancetastim i nepravilno izbočenim laticama.